# Sachsenpokal

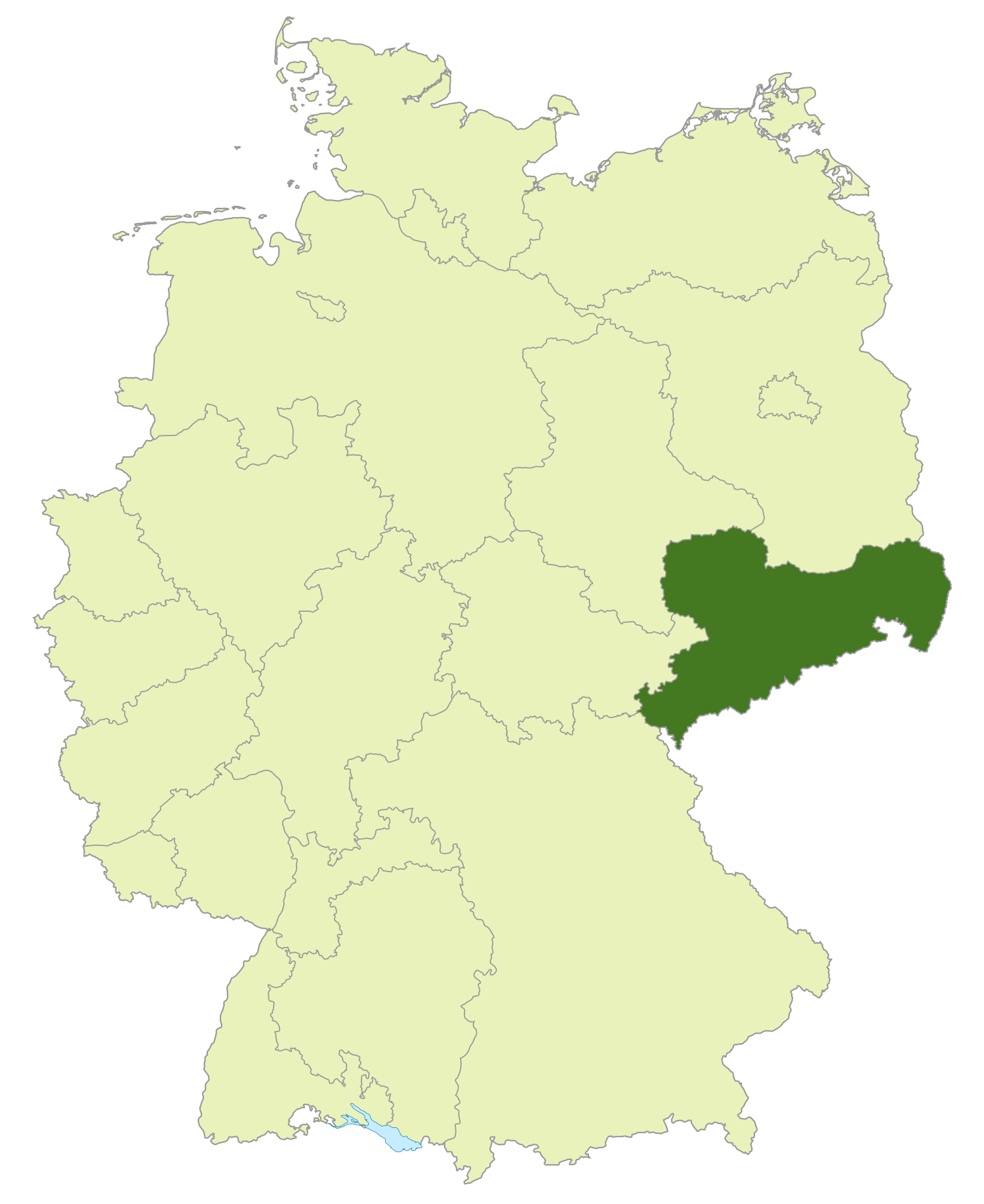
Sasko na mapě Německa

Sachsenpokal je německá fotbalová soutěž pro týmy pod Saským fotbalovým svazem (Landespokal, regionální pohár). Tento fotbalový svaz sdružuje ve svých řadách téměř 148 000 členů registrovaných v 6 368 klubech. Tento zemský pohár se hraje od sezóny 1990-91. Hraje se vyřazovacím K.O. systémem, soutěž má předkolo a 7 hlavních kol a nehrají zde týmy z nejvyšších dvou německých soutěží . Soutěže se účastní celky ze 3. ligy, dále pak týmy ze 4. ligy, Oberligy (5. ligy), 6. ligy, 7. ligy a 13 vítězů Kreispokalů. Vítěz postupuje do DFB-Pokalu.

## Přehled vítězů
| 1991 | SpVgg Zschopau        | 2001 | FC Erzgebirge Aue    | 2011 | RB Leipzig         | 2021 | 1. FC Lokomotive Leipzig |
| 1992 | Bischofswerdaer FV 08 | 2002 | FC Erzgebirge Aue    | 2012 | Chemnitzer FC      | 2022 | Chemnitzer FC            |
| 1993 | FC Sachsen Leipzig    | 2003 | 1. FC Dynamo Dresden | 2013 | RB Leipzig         | 2023 | 1. FC Lokomotive Leipzig |
| 1994 | FC Sachsen Leipzig    | 2004 | VFC Plauen           | 2014 | Chemnitzer FC      | 2024 | SG Dynamo Dresden        |
| 1995 | FC Sachsen Leipzig    | 2005 | FC Sachsen Leipzig   | 2015 | Chemnitzer FC      | 2025 | 1.FC Lokomotive Leipzig  |
| 1996 | VfB Leipzig II        | 2006 | Chemnitzer FC        | 2016 | FC Erzgebirge Aue  | 2026 |                          |
| 1997 | Chemnitzer FC         | 2007 | 1. FC Dynamo Dresden | 2017 | Chemnitzer FC      | 2027 |                          |
| 1998 | Chemnitzer FC         | 2008 | Chemnitzer FC        | 2018 | BSG Chemie Leipzig | 2028 |                          |
| 1999 | VFC Plauen            | 2009 | SG Dynamo Dresden II | 2019 | Chemnitzer FC      | 2029 |                          |
| 2000 | FC Erzgebirge Aue     | 2010 | Chemnitzer FC        | 2020 | Chemnitzer FC      | 2030 |                          |